# عامر الكاظمي
الشيخ عامر فاضل حسن الكاظمي 7 ديسمبر 1957، قارئ قرآن عراقي والمجود بالمقامات العراقية، ويعتبر أحد مشاهير قرّاء القرآن الكريم في العراق والوطن العربي وكان له حضور متميز في مصر وتركيا والبحرين وسوريا وايران، وتربطه علاقات جيدة مع مجموعة كبيرة من مقرئي القرآن في داخل وخارج العراق.

## بداياته
الشيخ عامر فاضل حسن الكاظمي من مواليد 1957 ولد في بغداد - الكاظمية، وبالتحديد في مدينة الجوادين، منطقة (الأنباريين)، في (تل السُميلات).وكانت والدته تصحبه إلى جامع (الحاج تركي) وهو في سن الـ (5) سنوات، وبعدها انتقلت إلى المدرسة الابتدائية، وكان هناك ضمن الحصص التدريسية درس في الدين الذي يشرف عليه جواد كاظم الفرطوسي، ومن حسن الصدف كان يسكن بجوار بيت الحاج حسون الشيخ محمد يوسف الذي كان يقرأ القرآن بطريقة عبد الباسط عبد الصمد وأبو العينين الشعيشع وعبد الفتاح الشعشاعي، وحاول في أحد الايام لفت انتباهه فانتظره وهو يخرج من بيته عصراً وعندها قرأت سورة الضحى، وما ان سمعه حتى أخذ يبطئ في خطواته. ودخل دورة لتعليم علوم القرآن الكريم، ثم انتقل إلى جمعية القراء وتخرج، وكان الأول على دفعته. وحالياً يعمل مدرساً لعلوم القرآن، وأنجز ختمة قرآنية كاملة وتبث حالياً عبر العديد من الفضائيات في العالم الإسلامي.

## العمل
- عقيد سابق بالجيش العراقي.
- مدرسا لعلوم القران الكريم.
- مدرّس في معهد القرآن الكريم والتراث الإقرائي.[4]